# Scymnus coccivora
Scymnus coccivora es una especie de escarabajo del género Scymnus, familia Coccinellidae. Fue descrita científicamente por Ayyar en 1925.
Se distribuye por Bonaire (municipio insular de los Países Bajos).

## Descripción
La longitud total del adulto es de aproximadamente 1,70 a 1,90 milímetros. Es un pequeño insecto de cuerpo ovalado alargado y moderadamente convexo. Superficie dorsal revestida de densa pubescencia. El color del cuerpo varía de amarillo dorado pálido a marrón amarillento. Los ojos son pequeños. Las máculas en los élitros son de color marrón púrpura. Élitro tiene una marca longitudinal en forma de reloj de arena que se encuentra en la mitad basal. Hay dos pequeñas manchas discales circulares que se encuentran en la mitad posterior de los élitros. Antenas con 11 antenómeros.